# Obora Wielkopolska
Obora Wielkopolska - przystanek kolejowy w Oborze, w województwie wielkopolskim, w Polsce. Przystanek nieczynny, obecnie przejeżdżają tylko składy towarowe. Budynek stacyjny zamieniony został w prywatne mieszkanie.